# Ljubezen v zraku
Ljubezen v zraku je družbeni roman slovenskega pisatelja, pesnika, prevajalca in urednika Janija Virka, ki je izšel leta 2009 pri Študentski založbi. Spremno besedo je napisal Milan Dekleva.
V romanu spremljamo zgodbo Blaža, ločenca srednjih let, učitelja v glasbeni šoli, ki živi sam s hčerko Ulo. V  svojem iskanju ljubezni se zaplete z različnimi ženskami. 

## Vsebina
Zgodba je prvoosebna pripoved Blaža, moškega starega nekaj čez štirideset let. Dela kot učitelj v glasbeni šoli v prostem času pa igra v bendu. Pred kratkim ga je žena Petra zapustila zaradi drugega moškega in odšla živet na Češko. Blaž tako kot oče samohranilec skrbi za osemletno hčerko Ulo. Zgodba se začne, ko se Blaž z vlakom vrača iz Dunaja v Ljubljano, ter pri tem spozna Majo, poročeno žensko, s katero se zaplete v ljubezensko razmerje. Poleg Maje ima še dve občasni ljubimki. Prva je Renata, žena njegovega kolega Valterja iz glasbene šole, s katero se je zapletel po nekem koncertu, ki se ga je z njo udeležil namesto Valterja. Druga pa je Zala,  njegova soseda iz bloka. Tudi ona ima fanta, vendar ker ga pogosto ni doma, poišče uteho pri Blažu. Ula pa si želi, da bi njena nova mama postala Mirjam. Mirjam je tajnica v glasbeni šoli in njuna prijateljica, prav tako pa ima sama sina Ulinih let. Skupaj preživijo veliko časa in hodijo na izlete, vendar čeprav jo ima Blaž rad se med njima ne zgodi nič konkretnega. 

## Ocene in nagrade
Leta 2010 med nominiranci za kresnikovo nagrado.

## Zbirka
- Roman je del Knjižne zbirke Beletrina.

## Izdaje
- Roman je bil izdan leta 2009 pri Študentski založbi v nakladi 500 izvodov.